# Josep Clarà i Ayats

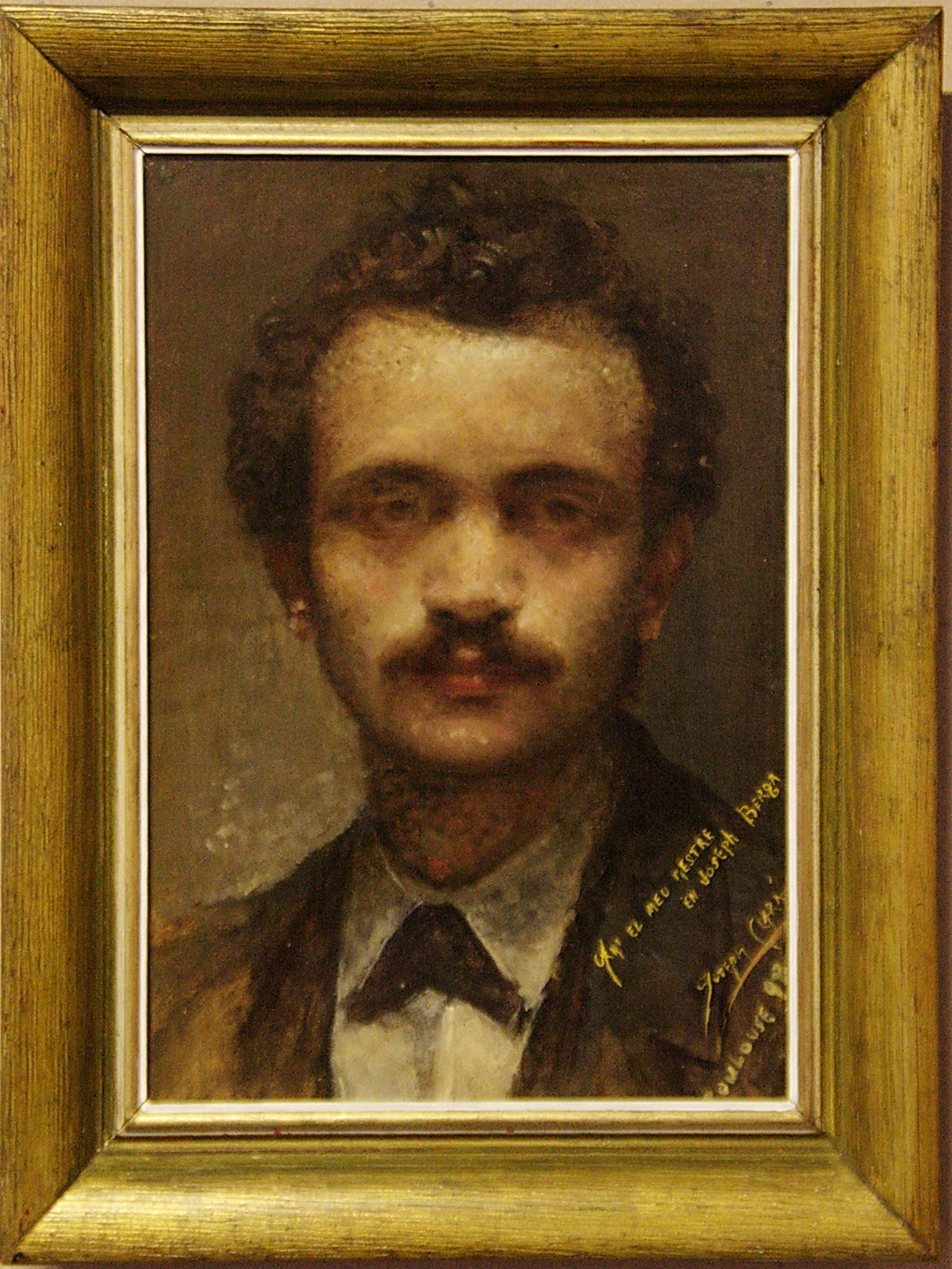
Frühes Selbstbildnis von Josep Clarà, das er seinem Lehrer Josep Berga gewidmet hat (Toulouse 1898).

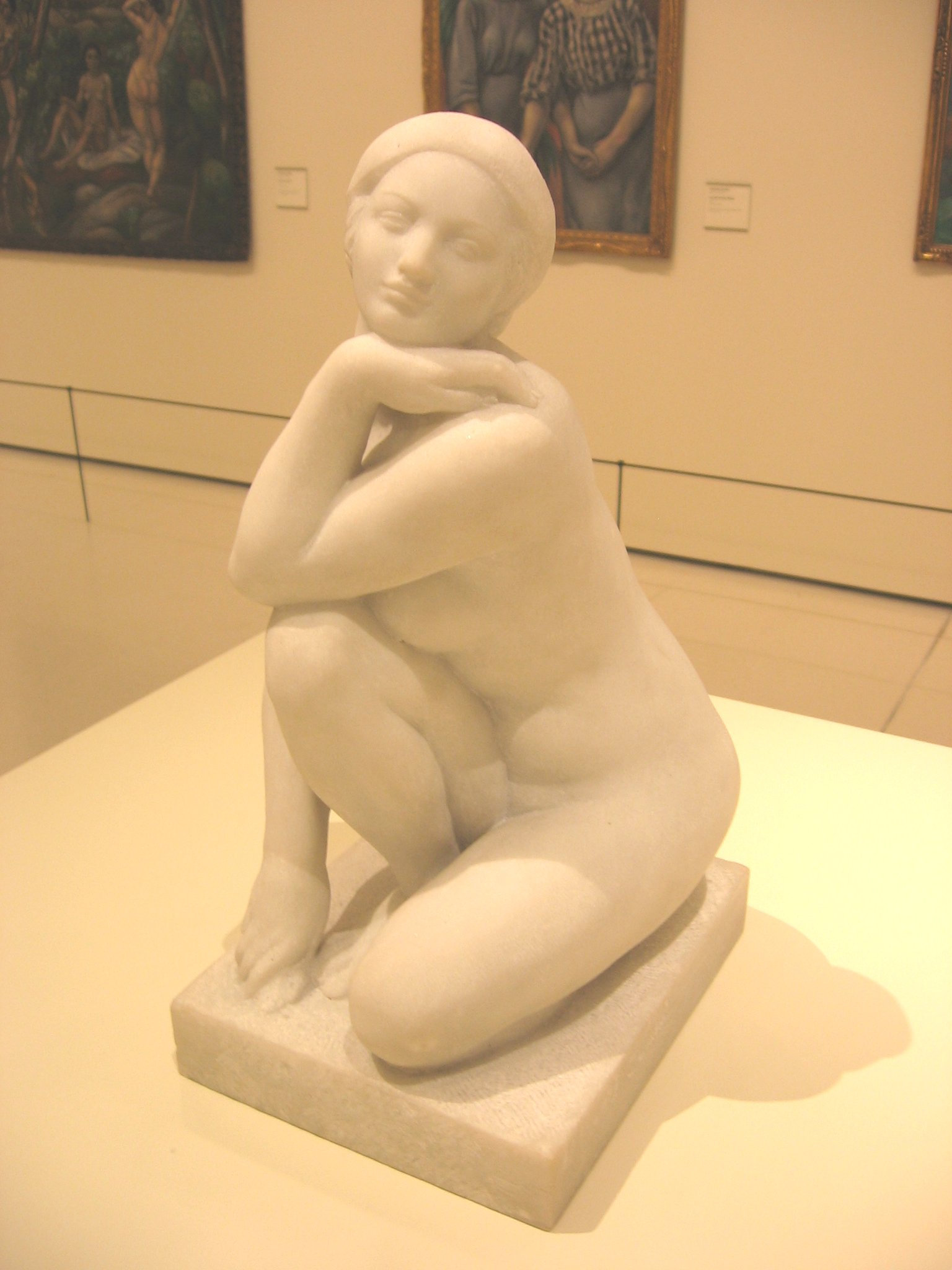
Deessa (1928), MNAC Barcelona

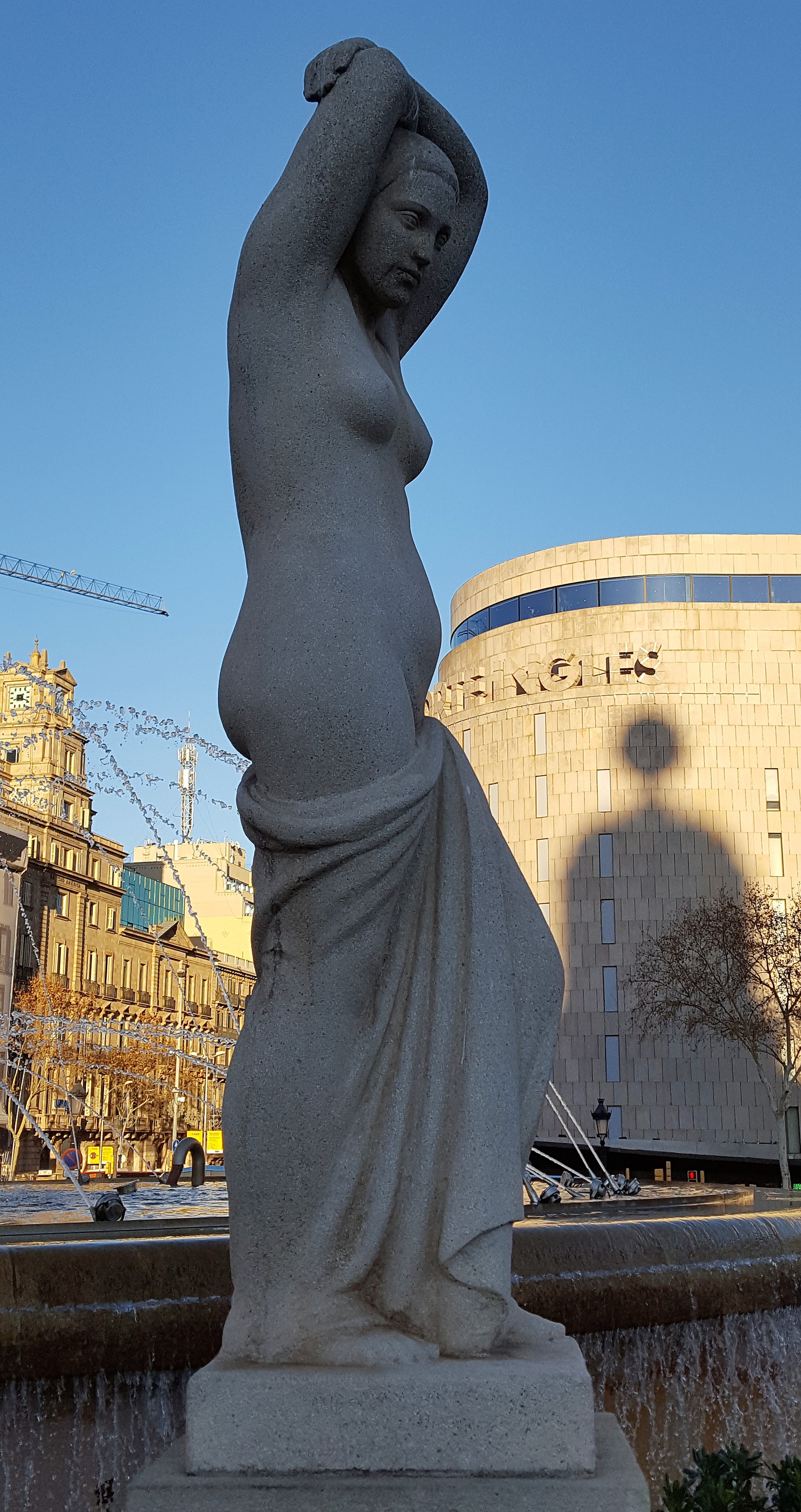
Jose Clarà: La Joventut (Jugend), Barcelona, Plaça de Catalunya

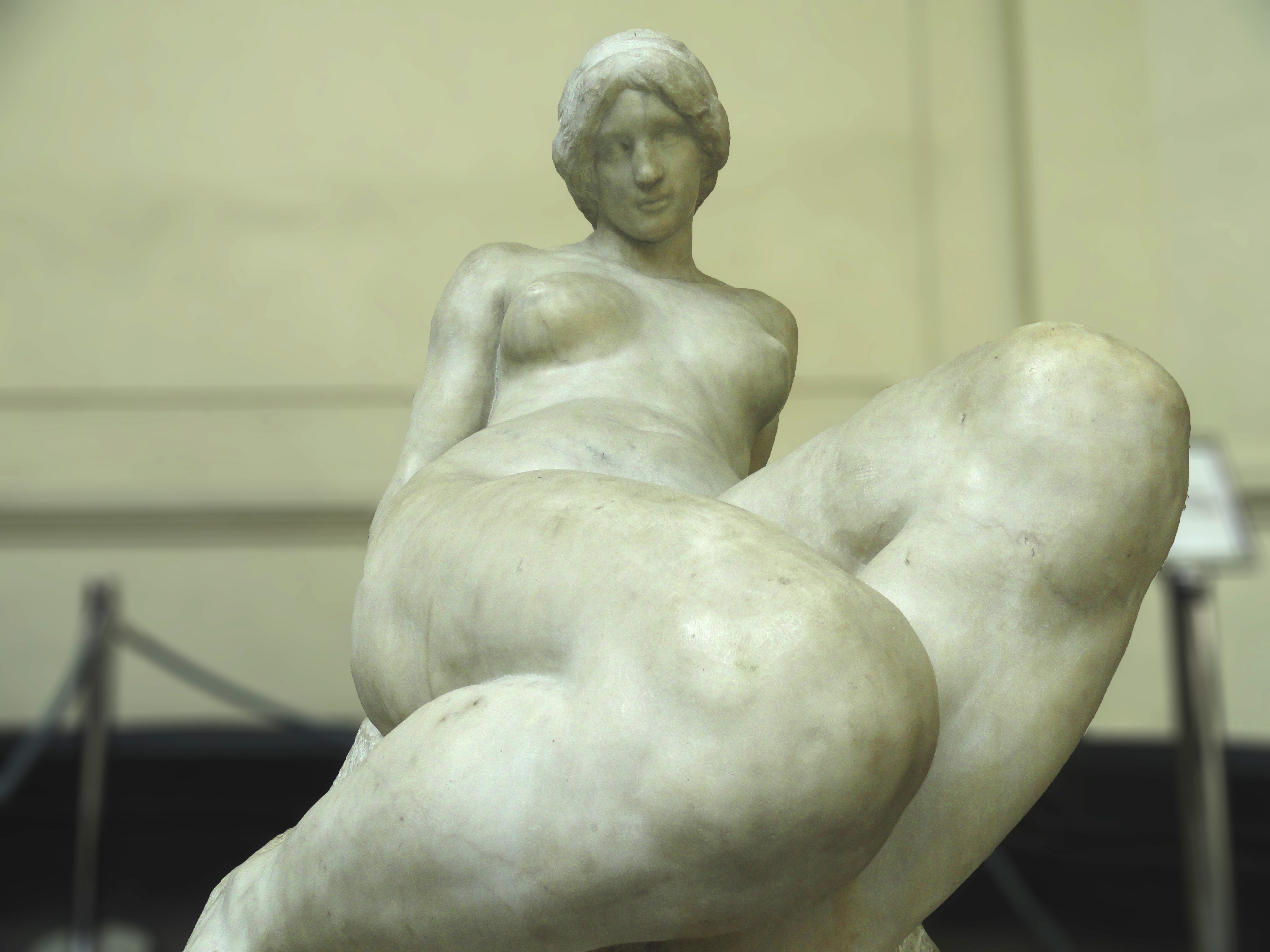
Crepuscle (1913, Marmor), Museo Nacional de Bellas Artes, Santiago de Chile

Josep Clarà i Ayats (* 16. Dezember 1878 in Olot; † 4. November 1958 in Barcelona) war ein katalanischer Bildhauer. Clarà war der typische Bildhauer des Noucentisme. Sein Bruder Joan Clarà i Ayats war ebenfalls Bildhauer.

## Leben und Werk
Clarà stammte aus einem einfachen Elternhaus. Er studierte zunächst Zeichnung an der Escola de Dibuix d’Olot (Kunstschule Olot) bei Josep Berga i Boix. Ab 1897 studierte er Bildhauerei an der École supérieure des beaux-arts de Toulouse (Kunsthochschule Toulouse). Hier blieb er länger als ursprünglich vorgesehen, um nicht für den Afrika-Krieg eingezogen zu werden. 1900 ging er nach Paris und arbeitete im Atelier von Louis-Ernest Barrias. Hier lernte er die Bildhauer Aristide Maillol, Antoine Bourdelle und Auguste Rodin kennen. Die Ratschläge dieser Künstler halfen ihm, modernistische Charakteristika in seinen ersten Werken umzusetzen.
Im Salon Salon des Artistes Français präsentierte Clarà 1907 sein Werk Turment (Tortur). Unter dem Einfluss von Rodin verfeinerte er seinen Stil in Richtung auf mehr Klarheit und Ausgeglichenheit in dem Werk Crepuscle (1913, Die Dämmerung, Marmor, heute im Museo Nacional de Bellas Artes, Santiago de Chile). Dieses Werk hatte er erstmals 1908 im Salon de la Société Nationale als Gipsfigur präsentiert. 1909 präsentierte er erstmals La Deessa (Die Göttin). Dieses Werk brachte ihm die offizielle Anerkennung seines außerordentlichen Künstlertalentes ein. Die Freundschaft zur Ballerina Isadora Duncan erlaubte ihm, originelle, spontane Zeichnungen zu fertigen. Die Dynamik des Ballettes widersprach in keiner Weise seiner Suche nach künstlerischer Stabilität. Er arbeitete intensiv. Er erhielt verschiedene Bestellungen, so die Serenitat sobre les ruïnes de la vida (Die Gelassenheit im Angesicht der Ruinen des Lebens) auf dem Friedhof San Isidro in Madrid sowie das Monument als voluntaris catalans (Monument für die Freiwilligen Katalanen) im Parc de la Ciutadella in Barcelona. Für letzteres Werk erhielt er 1925 den Großen Preis von Paris. 1924 unternahm Clarà eine Reise in die USA. 1925 wurde er Mitglied der Real Academia de Bellas Artes de San Fernando in Madrid. Er schuf auch viele Köpfe, Büsten und Porträts: Diese realisierte er sehr lebendig und verdichtet wie Voluntat (1911, Der Wille), Clara Stuart Merrill (1926), Adela (1936), Senyoreta Rodríguez Bauzà (1941). Bei jedem Werk legte er mehr Wert auf das Licht; seine Skulpturen vereinfachten sich; sie wurden zunehmend frei von Gefühlen; exemplarisch hierfür steht Estàtica (1926, Die Statik). Mit dieser neuen, visionären Herangehensweise reinterpretierte er die Deessa (Die Göttin) und die Serenitat (Die Gelassenheit) beide heute im Park von Montjuïc in Barcelona. Er schuf auch eine neue Figur Repòs (Die Ruhe, Museum für moderne Kunst, Barcelona). Mit letzterer Skulptur gewann er eine Ehrenmedaille der Weltausstellung von Barcelona 1929.
1932 verließ er Paris, kehrte nach Barcelona zurück und nahm an dem reichen Kulturleben der Zweiten Republik teil. 1934 erhielt er mit Nu de noia (Nackte junge Frau) den Preis Damià Campeny. Mit Puixança (1936, Kraft, Stärke) und Figura de dona (1941, Frauenfigur) schuf er wohl in einer Synthese von Einfachheit, Licht und Ausgeglichenheit seine besten Werke. 1952 realisierte er das Monumento a los caídos (1952, Monument der Kriegsgefallenen) in Barcelona. Mit der Nu Pomona (1954, Die nackte Pomona, Museum La Havanna, Cuba) gewann er den großen Preis der hispanoamerikanischen Biennale. Sant Benet (1946, Sankt Benedikt, als sitzende Figur) steht heute im Museum von Montserrat. In seiner Spätphase schuf er vorwiegend sitzende (Maternitat, Die Mutter) und liegende Figuren.

## Nachwirkung und Wertung
Auf Betreiben seiner Schwester Carmen wurde 1969 in seinem ehemaligen Atelier in der C. Calatrava in Barcelona  das Museu Clarà eingerichtet. Wegen des begrenzten Raumangebotes und der fehlenden, notwendigen Erweiterungsmöglichkeiten dort wurde dieses Museum 1995 aufgelöst. Die Werke wurden auf das Museu Nacional d’Art de Catalunya in Barcelona und das Museu de la Garrotxa in seiner Geburtsstadt Olot aufgeteilt. Besonders repräsentative Clarà-Sammlungen können heute in diesen beiden Museen besucht werden.
Die ersten Jahrzehnte des 20. Jahrhunderts sind durch schnelle Umbrüche avantgardistischer Kunstrichtungen gekennzeichnet. Der politische Bereich in Europa zeichnete sich durch revolutionäre, antibürgerliche Bewegungen in vielen Ländern Europas aus. Clarà dagegen war in seiner Kunst dem ästhetischen Ideal des Klassizismus verpflichtet. Dieser Klassizismus blieb immer dem freien, selbstbewussten Bürgerwillen und dem Fortschritt der bürgerlichen Gemeinschaft verpflichtet. Die Skulpturen, besonders die Frauenskulpturen Claràs strahlen die tiefe Sehnsucht des  Bürgertums nach Selbstbestimmung aus, wie sie die alten Griechen schon verstanden hatten. Die Figuren Claràs wurden zunehmend einfacher, klarer und ausgeglichener und verbreiteten so diese Botschaft. Diesen genannten bürgerlichen Zug des Klassizismus machte sich der Noucentisme zu eigen. Zusammen mit Aristide Maillol steht Clarà für die klassizistische Reaktion mit mediterraner Wurzel auf den nordischen Romanismus und den Impressionismus Rodins. Clarà wurde damit der archetypische Vertreter des Noucentismus schlechthin.